# 平島崇
平島 崇（ひらじま たかし、1982年2月3日 - ）は、大阪府堺市出身の元サッカー選手。ポジションはサイドバック。

## 来歴
初芝橋本高校卒業後の2000年、アビスパ福岡と契約し1年目からレギュラーとして出場する。U-19代表にも選ばれ、将来を嘱望されていた。
しかし2001年11月、18歳未満の少女との違法な交際により児童買春禁止法違反容疑で逮捕され、保護観察処分を受けた。アビスパ福岡は平島の選手契約を解除したものの、当時19歳という若さを考慮し、翌年2月に福岡ブルックス（アビスパ福岡の運営会社）の臨時職員という形で平島を雇い直した。2002年は臨時職員として働きながら社会福祉施設でのボランティア活動に励んだ。
その努力が認められ、2003年に再びアビスパ福岡に選手登録された。復帰会見で過去の事件について謝罪し、「時間はかかると思うが、失った信頼を取り戻せるように、ゼロから頑張りたい」と抱負を語った。2001年の逮捕当時は未成年であったため匿名で報道されていたが、2003年の復帰会見では本人が実名報道を承諾したため実名で報道されている。
2004年12月12日の柏レイソルとのJ1・J2入れ替え戦の第2戦を前に右足前十字靭帯断裂の重傷を負い、J1昇格を逃したばかりでなく2005年の前半戦を棒に振った。
2006年シーズン終了時に福岡から戦力外通告され、2007年はシーズン開幕直前に練習生として練習に参加していた京都サンガF.C.と契約した。
元来右サイドの選手であったが京都への移籍を機に左サイドバックに挑戦し、第8節からはスタメン出場を果たし、第11節ではアシストを記録している。
2008年7月13日、京都からセレッソ大阪へ期限付き移籍。翌2009年に完全移籍した。
2010年から京都時代の恩師である美濃部直彦が監督を務める徳島ヴォルティスに完全移籍。同年は右サイドバックのレギュラーを務め36試合に出場した。2012シーズン終了後、契約満了により徳島を退団。
2013年、美濃部が新監督に就任したAC長野パルセイロに加入。シーズン終了後に来シーズンの契約を更新しないことが発表された。
2014年1月、現役引退が発表された。
引退後は、少年サッカーチーム「HLPデポルターレ和歌山」の監督、和歌山南陵高校の監督を経て、現在はFC AZUL/那賀高校の監督を務めているとInstagramのプロフィールで明らかになった。

## 所属クラブ
ユース経歴
- 錦綾FC
- 1994年 - 1995年 ガンバ大阪堺ジュニアユース
- 1996年 堺市立浅香山中学校
- 1997年 - 1999年 初芝橋本高等学校

プロ経歴
- 2000年 - 2006年 アビスパ福岡
- 2007年 - 2009年 京都サンガF.C.
  - 2008年7月 - 12月 セレッソ大阪（期限付き移籍）
- 2009年 セレッソ大阪
- 2010年 - 2012年 徳島ヴォルティス
- 2013年 AC長野パルセイロ

## 個人成績
| 国内大会個人成績 | 国内大会個人成績 | 国内大会個人成績 | 国内大会個人成績 | 国内大会個人成績 | 国内大会個人成績 | 国内大会個人成績 | 国内大会個人成績 | 国内大会個人成績 | 国内大会個人成績 | 国内大会個人成績 | 国内大会個人成績 |
| 年度             | クラブ           | 背番号           | リーグ           | リーグ戦         | リーグ戦         | リーグ杯         | リーグ杯         | オープン杯       | オープン杯       | 期間通算         | 期間通算         |
| 年度             | クラブ           | 背番号           | リーグ           | 出場             | 得点             | 出場             | 得点             | 出場             | 得点             | 出場             | 得点             |
| 日本             | 日本             | 日本             | 日本             | リーグ戦         | リーグ戦         | リーグ杯         | リーグ杯         | 天皇杯           | 天皇杯           | 期間通算         | 期間通算         |
| ---------------- | ---------------- | ---------------- | ---------------- | ---------------- | ---------------- | ---------------- | ---------------- | ---------------- | ---------------- | ---------------- | ---------------- |
| 1997             | 初芝橋本高       | -                | -                | -                | -                | -                | -                | 1                | 0                | 1                | 0                |
| 1998             | 初芝橋本高       | -                | -                | -                | -                | -                | -                | 2                | 1                | 2                | 1                |
| 1999             | 初芝橋本高       | 2                | -                | -                | -                | -                | -                | 2                | 1                | 2                | 1                |
| 2000             | 福岡             | 39               | J1               | 23               | 2                | 4                | 0                | 2                | 0                | 29               | 2                |
| 2001             | 福岡             | 16               | J1               | 20               | 1                | 1                | 0                | 0                | 0                | 21               | 1                |
| 2003             | 福岡             | 32               | J2               | 11               | 0                | -                | -                | 3                | 0                | 14               | 0                |
| 2004             | 福岡             | 19               | J2               | 36               | 1                | -                | -                | 1                | 0                | 37               | 1                |
| 2005             | 福岡             | 21               | J2               | 5                | 0                | -                | -                | 2                | 0                | 7                | 0                |
| 2006             | 福岡             | 24               | J1               | 2                | 0                | 2                | 0                | 0                | 0                | 4                | 0                |
| 2007             | 京都             | 34               | J2               | 38               | 0                | -                | -                | 0                | 0                | 38               | 0                |
| 2008             | 京都             | 20               | J1               | 12               | 0                | 4                | 0                | -                | -                | 16               | 0                |
| 2008             | C大阪            | 34               | J2               | 8                | 0                | -                | -                | 1                | 0                | 9                | 0                |
| 2009             | C大阪            | 13               | J2               | 27               | 0                | -                | -                | 0                | 0                | 27               | 0                |
| 2010             | 徳島             | 25               | J2               | 36               | 2                | -                | -                | 2                | 0                | 38               | 2                |
| 2011             | 徳島             | 25               | J2               | 10               | 0                | -                | -                | 0                | 0                | 10               | 0                |
| 2012             | 徳島             | 5                | J2               | 12               | 0                | -                | -                | 1                | 0                | 13               | 0                |
| 2013             | 長野             | 16               | JFL              | 12               | 1                | -                | -                | 0                | 0                | 12               | 1                |
| 通算             | 日本             | 日本             | J1               | 57               | 3                | 11               | 0                | 2                | 0                | 70               | 3                |
| 通算             | 日本             | 日本             | J2               | 183              | 3                | -                | -                | 10               | 0                | 193              | 3                |
| 通算             | 日本             | 日本             | JFL              | 12               | 1                | -                | -                | 0                | 0                | 12               | 1                |
| 通算             | 日本             | 日本             | 他               | -                | -                | -                | -                | 5                | 2                | 5                | 2                |
| 総通算           | 総通算           | 総通算           | 総通算           | 252              | 7                | 11               | 0                | 17               | 2                | 280              | 9                |

その他の公式戦
- 2004年
  - J1・J2入れ替え戦 1試合0得点

- Jリーグ初出場 - 2000年3月25日 J1 1st 第3節 対鹿島アントラーズ戦 (博多の森球技場)
- Jリーグ初得点 - 2000年4月8日 J1 1st 第6節 対ジュビロ磐田戦 (ジュビロ磐田スタジアム)

## 代表歴
- U-19日本代表
- U-20日本代表